# Kryptovelona carstengroehni
Kryptovelona carstengroehni (лат.) — ископаемый вид перепончатокрылых насекомых, единственный в составе рода Kryptovelona из семейства оруссиды (Orussidae, Orussoidea). Эоценовый балтийский янтарь

## Описание
Мелкие перепончатокрылые насекомые, длина тела 6,8 мм. Вентральные корональные зубцы отсутствуют, полностью развитый вентральный поперечный продольный киль отсутствует. Усики с 10 антенномерами, покрыты короткими волосками; скапус удлинённый, цилиндрический, слабо изогнутый; общая длина антенномеров 4 и 5 длиннее антенномера 6; антенномер 9 вздутый субапикально, длиной как общая длина антенномеров 7 и 8, без киля латерально; антенномер 10 короткий, цилиндрический, вставлен субапикально на антенномере 9. Антенномеры 4 и 5 заметно не укорочены, максиллярные пальпы удлинённые, пятичленные. Срединная мезоскутальная борозда развита не более чем на короткое расстояние кпереди, нотаули отсутствуют, мезоскутеллум треугольный, острый, приподнят по сравнению с окружающими склеритами. Жилка 1r переднего крыла выходит примерно из середины птеростигмы; жилка 1r-Rs хорошо развита, удлинённая, дискальная ячейка прямоугольная, проксимальная часть не шире дистальной. Яйцеклад интернализован, вдаётся в торакс, профурка со срединной бороздкой, а брюшные стерниты со срединными аподемами для захвата яйцеклада.

## Таксономия и этимология
Вид был впервые описан в 2024 году. Голотип (GPIH 5078, CCGG nº 3811) хранится в янтарной коллекции Carsten Gröhn в музее Museum of Nature—Geology (бывший Geologisch-Paläontologischen Institut of University Hamburg, GPIH) при институте Leibniz-Institut for the Analysis of Biodiversity Change (Гамбург, Германия). Голотип сохранился в куске балтийского янтаря неизвестного местонахождения но который, вероятно, происходит с полуострова Самланд (в пределах Калининградской области России) и должен быть датирован поздним эоценом, приабонским периодом (34—38 млн лет назад).
Видовое название K. carstengroehni дано в честь Mr Carsten Gröhn (Glinde, Германия), предоставившего типовой материал для изучения. Название рода Kryptovelona представляет собой сочетание латинизированных греческих слов krypto и velona, означающих «скрытый» и «игла» соответственно, что указывает на скрытый яйцеклад представителей семейства.